# Милош Трифуновић (политичар)
Милош Трифуновић (Ужице, 30. октобар 1871 — Београд, 19. фебруар 1957) био је српски и југословенски политичар.

## Биографија
Гимназију завршио у Ужицу. Филозофски факултет завршио у Београду 1894. Професор гимназије у Ужицу
Министар просвете и црквених послова од 30. јуна 1917. до 3. новембра 1918. Министар просвете од 19. фебруара до 17. маја 1920, од 16. децембра 1922. до 2. маја 1923. Министар грађевина од 27. марта до 27. јула 1924. и заступник од 28. марта до 29. априла 1925. Министар вера од 6. новембра 1924. до 15. априла 1926. Министар просвете од 15. априла 1926. до 4. фебруара 1927. Заступник министра иностраних послова од 6. до 24. децембра 1926. Министар просвете од 27. марта 1941. до 26. јуна 1943. У мисији у САД од 3. октобра 1941. Председник Владе и министар унутрашњих послова од 26. јуна до 10. августа 1943. Члан Радикалне странке, члан Главног одбора, а тридесетих година у својству првог потпредседника, као заменик Аце Станојевића, води странку.
Од 1903. стално је биран за народног посланика. Неколико пута био је секретар Народне скупштине.
Сарађивао је са часописима „Српски књижевни гласник“, „Нови живот“ и листовима „Самоуправа“ и „Одјек“.
Према подацима НБС, 1. априла 1941. године, у очекивању почетка рата, све је било спремно за евакуацију фонда библиотеке. Међутим, Милош Трифуновић, тадашњи министар просвете, забранио је евакуацију просветно-културних установа Београда, па и Народне библиотеке. Зграда библиотеке, погођена 6. априла 1941. у 16 часова, изгорела је до темеља.